# AV-104
La carretera AV-104 es una carretera que comunica la zona de Guijuelo  con la de Piedrahíta.

## Recorrido
Comienza en el límite de Provincia de Salamanca, hasta allí se denomina como SA-104. Es la carretera que une Madrid y Ávila con Guijuelo.
Atraviesa las localidades de Santa María del Berrocal, San Bartolomé de Corneja y Palacios de Corneja, finalizando en la intersección con la AV-102.
- Datos: Q27653629
- Multimedia: AV-104 / Q27653629